# Jakov Lind
Pour les articles homonymes, voir Lind.
Jakov Lind (Heinz Landwirth), né le 10 février 1927 à Vienne, mort le 16 février 2007 à Londres, est un écrivain et peintre juif autrichien.

## Biographie
Jakov Lind naît le 10 février 1927 à Vienne dans une famille juive et quitte l'Autriche après l'Anschluss en 1938.